# Brachycorythis macrantha
Brachycorythis macrantha är en orkidéart som först beskrevs av John Lindley, och fick sitt nu gällande namn av Victor Samuel Summerhayes. Brachycorythis macrantha ingår i släktet Brachycorythis och familjen orkidéer. Inga underarter finns listade i Catalogue of Life.

## Bildgalleri

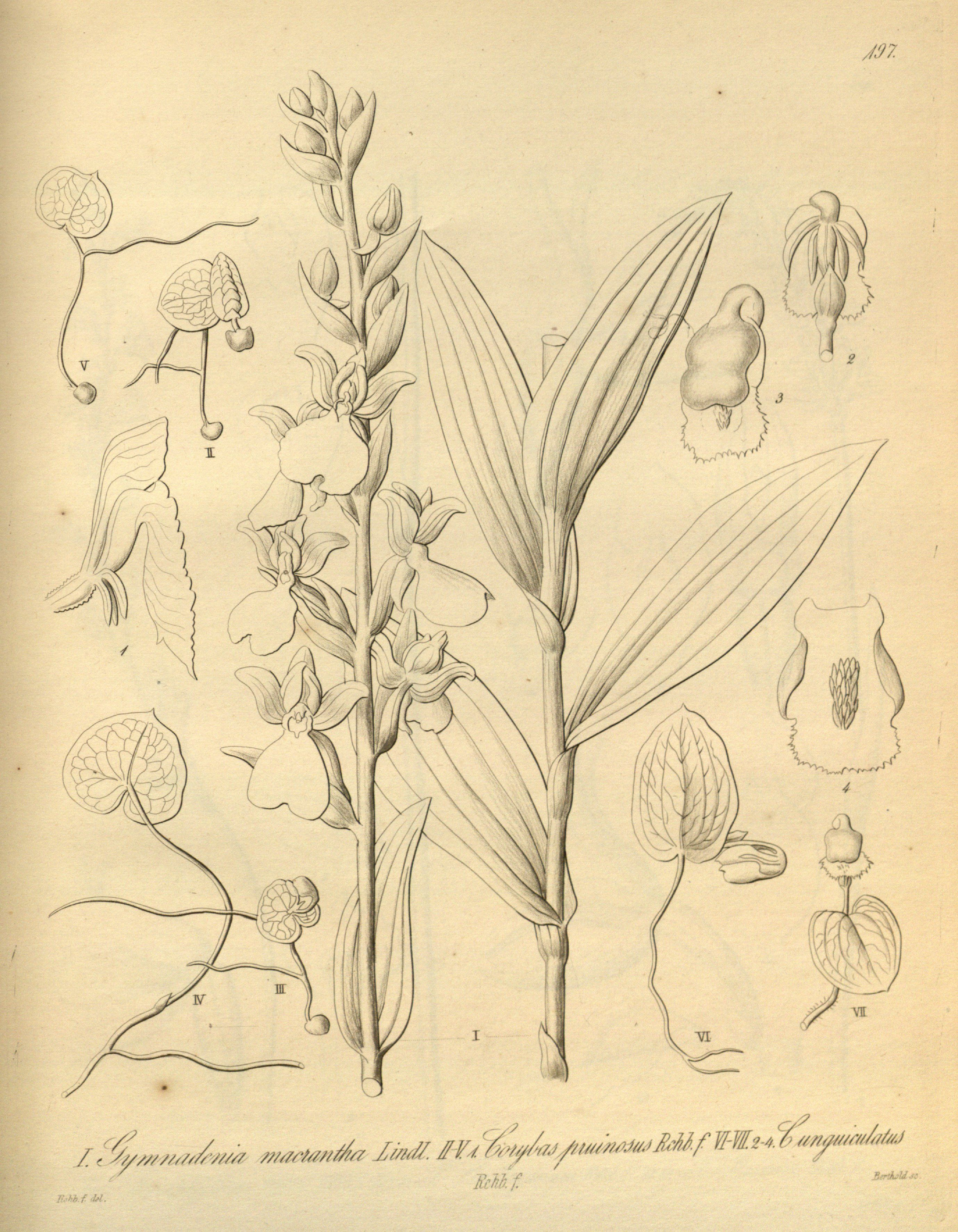
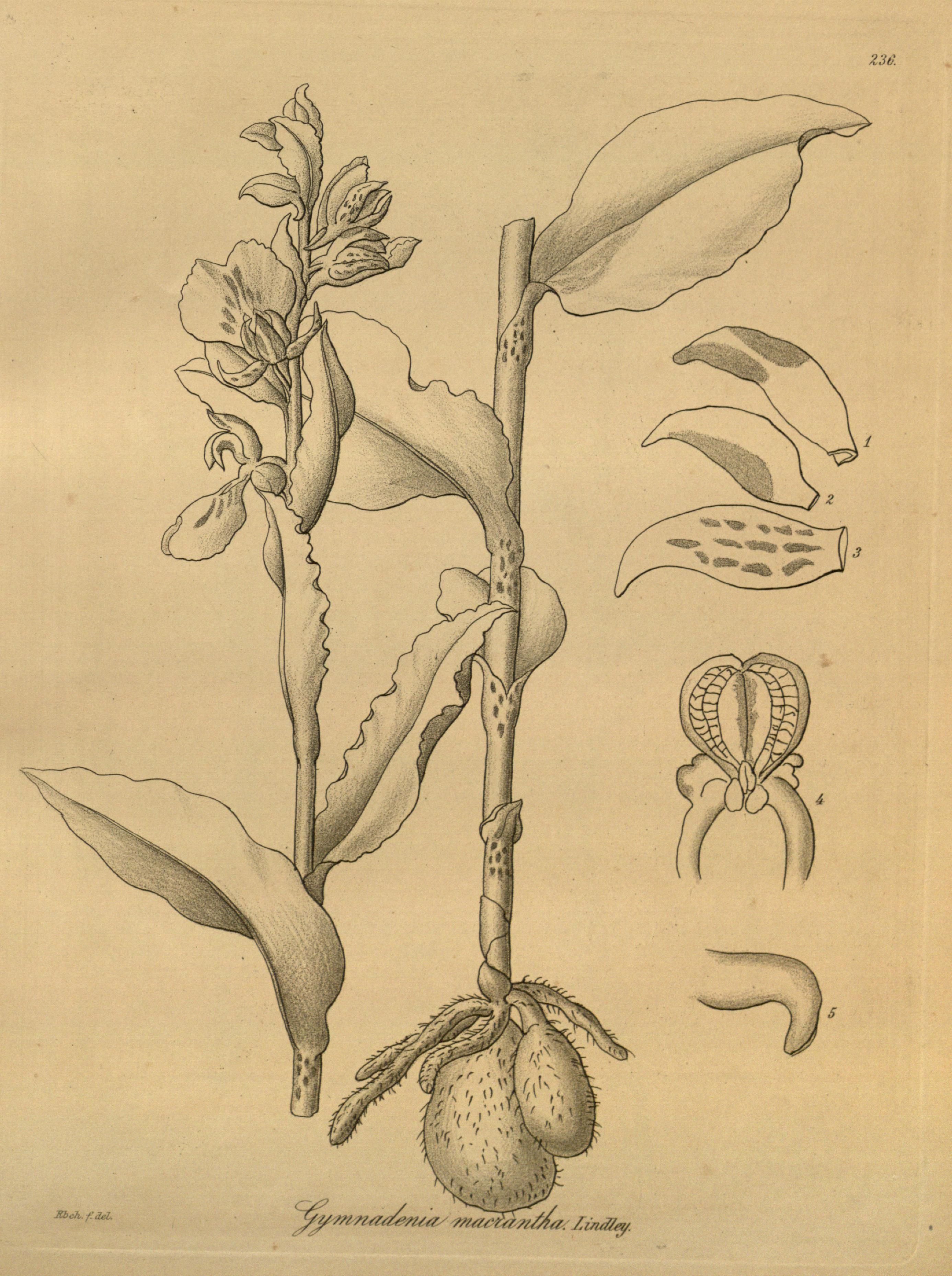
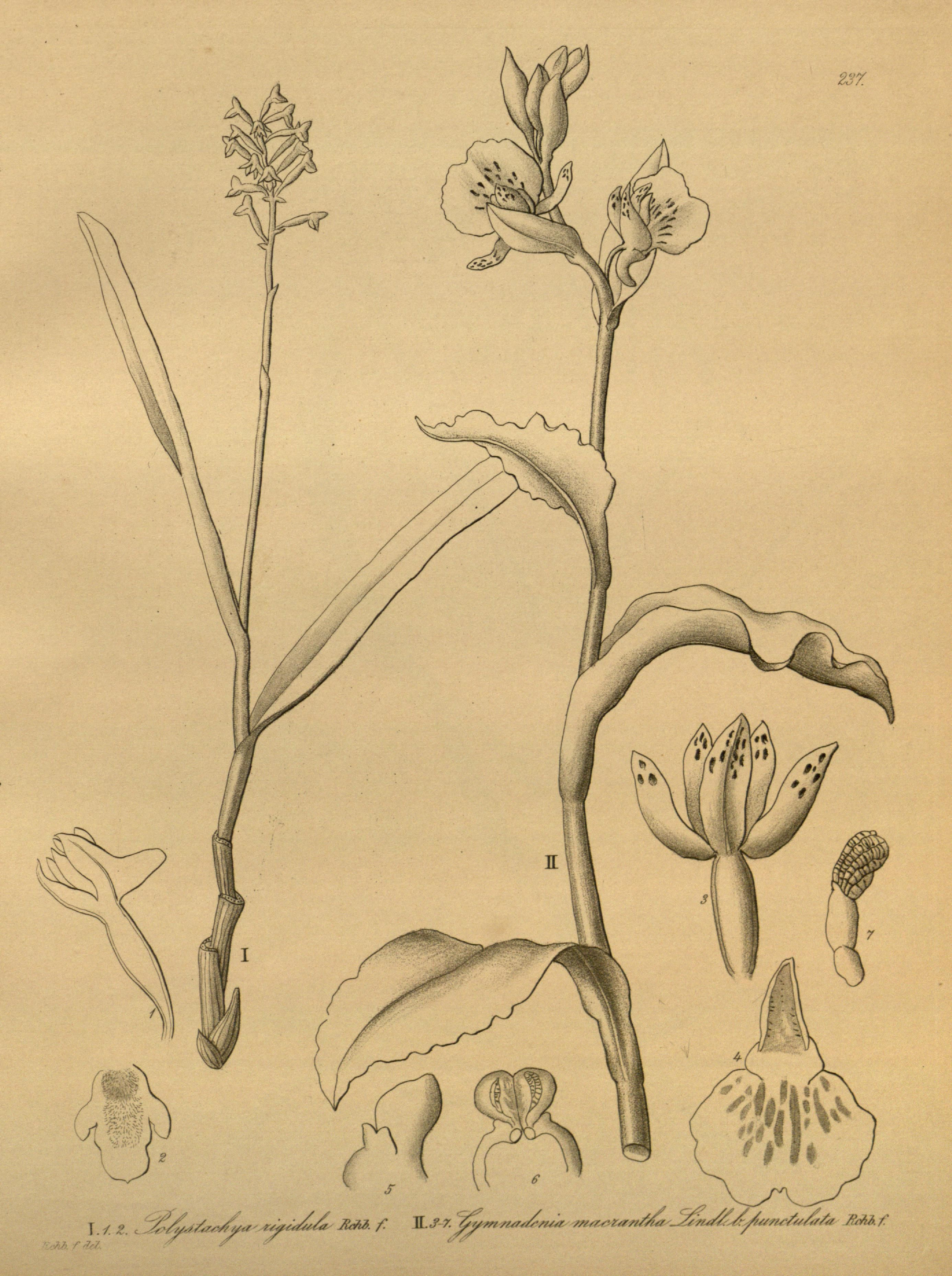